# Atractus microrhynchus
Atractus microrhynchus este o specie de șerpi din genul Atractus, familia Colubridae, descrisă de Cope 1868. Conform Catalogue of Life specia Atractus microrhynchus nu are subspecii cunoscute.